# Jakobshavn Isbræ
Jakobshavn Isbræ är en glaciär på sydvästra Grönland.   Den mynnar ut i Ilulissatfjorden, som är ett världsarv som uppvisar ett högt flöde av isberg från glaciären.
Årsmedeltemperaturen i trakten är −12 °C. Den varmaste månaden är augusti, då medeltemperaturen är −1 °C, och den kallaste är januari, med −20 °C.